# Carmen Herrero Vicent
Carmen Herrero Vicent (Llucena, Castelló, 31 de gener de 1986 - Onda, 5 d'agost de 2023) va ser una oncòloga valenciana, especialitzada en l'estudi i tractament del càncer de mama i ginecològic.

## Biografia
Llicenciada en Medicina i Cirurgia per la Universitat de València, va cursar l'especialitat d'Oncologia Mèdica a la Fundació Institut Valencià d'Oncologia. Es va doctorar en Medicina i Cirurgia, amb la qualificació cum laude, per la Universitat de València. A més, va completar la formació universitària al Centre Nacional de Recerques Oncològiques (Madrid), on va cursar un màster en Biologia molecular, i a Boston, a la unitat de càncer de mama de l'Hospital General de Massachusetts. També va col·laborar amb la Càtedra d'Activitat Física i Oncologia de la Universitat Jaume I de Castelló.

## Recerca
Va fer recerques pioneres en el càncer de mama, especialment en el subtipus triple negatiu. El seu projecte de recerca sobre la Importància del Microambiente Tumoral en el Càncer de Mama Triple Negatiu va aportar molta informació sobre factors predictius i pronòstics en aquest subtipus particular.

## Premis i distincions
- Guardó a la millor Tesi Doctoral 2018-2019 del Col·legi de Metges de València.[2]
- Premi Professor Antoni Llombart Rodríguez (2019) de la Reial Acadèmia de Medicina de la Comunitat Valenciana per la seva destacada labor en l'avanç del coneixement sobre aquesta malaltia.[5]
- Acadèmica corresponent de la Reial Acadèmia de Medicina de la Comunitat Valenciana (2020).[5]

## Defunció
Va morir a Onda, on residia, als 37 anys a causa d'un càncer gàstric metastásico.